# Ernsbach (Kocher)
Der Ernsbach ist ein Bach im Hohenlohekreis im nördlichen Baden-Württemberg von 2,5 km Länge, der bei Forchtenberg-Ernsbach von rechts in den Kocher mündet.

## Name
Der Name ist eine Komposition aus dem Grundwort -bach und dem ahd. Personenname *Erni/*Arni.

## Geographie

### Quelle und Verlauf
Der Ernsbach entspringt im äußersten Osten des Gemeindegebiets von Jagsthausen im Waldgewann Altes Ernsbach auf ca. 332 m ü. NHN. Der nächstliegende Siedlungsplatz ist der Schöntaler Weiler Spitzenhof ca. 600 m ostsüdöstlich. Der Bach fließt etwa 400 m nach Westsüdwesten, erreicht die Grenze zur freien Flur und wendet sich dann langsam nach Südsüdosten.
Ein vom Edelmannshof im Westen kommender Feldweg überquert ihn, wo er schon südliche Richtung erreicht hat, danach zeigt sich das erste spärliche Gehölz am linken Hang. Die Hänge – links der Schellenberg, rechts der Hasensprung – der beim anschließenden Übertritt auf die Ernsbacher Gemarkung schon etwa 70 Meter tiefen Talmulde sind daraufhin bis zum Dorf selbst wenigstens einseitig ganz mit Wald bewachsen. Der Bach fließt so zwischen zwei nahen Aussiedlerhofgruppen auf dem rechten und dem linken Talhügel durch, danach zieht aus Westen vom Holzweiler Hof herkommend eine Verbindungsstraße durch eine Seitenmulde ins Tal, die dem Bach bis nach Ernsbach hinein folgt und dort Brunnensteige heißt.
Er erreicht die Siedlungsgrenze von Ernsbach verdolt und durchquert so das Dorf, um in dessen Süden etwa 100 Meter unterhalb der Kocherbrücke nach insgesamt 2,5 km Lauf auf etwa 185 m ü. NHN von rechts in den Kocher zu münden.

### Einzugsgebiet
Der Ernsbach hat ein Einzugsgebiet von etwa 1,9 km² Größe. Es grenzt im Norden an das des Jagst-Zuflusses durch die Berlichinger Pfaffenklinge, im Osten an das des wie er und mit ähnlichem Verlauf zum Kocher fließenden Stelzersklingenbachs. Im ganzen südlichen Bereich konkurriert der Kocher selbst, im westlichen der abschnittsweise trockene Kalbach, der diesen in Sindringen erreicht. Im Nordwesten läuft jenseits der Wasserscheide ein längeres Trockental nach Jagsthausen zur Jagst (Westertalklinge mit längerem südlichen Ast durch den Roten Grund).
Das Dorf Ernsbach ist die einzige Siedlung am Bach, im Einzugsgebiet liegen außerdem noch einige meist neuere Höfe rechts und links des Mittellaufs.

## Geologie
Der Ernsbach entspringt auf der Hochebene im Lettenkeuper (Erfurt-Formation), läuft in seiner Klinge im Oberen Muschelkalk und ab dem Ortsrand von Ernsbach im Mittleren Muschelkalk und mündet im breiten Auensedimentband um den Kocher.

### LUBW
Amtliche Online-Gewässerkarte mit passendem Ausschnitt und den hier benutzten Layern: Lauf und Einzugsgebiet des Ernsbachs

Allgemeiner Einstieg ohne Voreinstellungen und Layer: Daten- und Kartendienst der Landesanstalt für Umwelt Baden-Württemberg (LUBW) (Hinweise)
1. 1 2  Höhe nach dem Höhenlinienbild auf dem Hintergrundlayer Topographische Karte.
2. ↑  Länge nach dem Layer Gewässernetz (AWGN).
3. ↑  Einzugsgebiet abgemessen auf dem Hintergrundlayer Topographische Karte.

### Andere Belege
1. ↑  Wolf-Dieter Sick: Geographische Landesaufnahme: Die naturräumlichen Einheiten auf Blatt 162 Rothenburg o. d. Tauber. Bundesanstalt für Landeskunde, Bad Godesberg 1962. → Online-Karte (PDF; 4,7 MB)
2. ↑  Albrecht Greule: Deutsches Gewässernamenbuch. Walter de Gruyter, Berlin / Boston 2014, ISBN 978-3-11-057891-1, S. 132, „Ernsbach“ (Auszug in der Google-Buchsuche).
3. ↑  Geologie nach den Layern zu Geologische Karte 1:50.000 auf: Mapserver des Landesamtes für Geologie, Rohstoffe und Bergbau (LGRB) (Hinweise)